# Jaderná elektrárna Hamamasu
Jaderná elektrárna Hamamasu (japonsky 浜益原子力発電所, Hamamasu genširjoku hacudenšo) byla plánovaná jaderná elektrárna v Japonsku. Měla se nacházet poblíž vesnice Hamamasu na ostrově Hokkaidó. Elektrárnu měla vlastnit a provozovat společnost Hokkaido Electric Power Company. Projekt byl zrušen v září 1992.

## Historie a technické informace

### Počátky
V říjnu 1967 vláda Hokkaidó oznámila, že vesnice Tomari, Šimamaki a Hamamasu mají být prozkoumány jako potenciální místa pro stavbu první jaderné elektrárny na ostrově Hokkaidó. V září 1969 bylo rozhodnuto, že první z těchto lokalit bude využita pro jadernou elektrárnu lokalita Hamamasu u stejnojmenné vesnice, která posléze podepsala se společností Hokkaidó Electric Power Company memorandum o porozumění týkající se získání pozemků pro výstavbu jaderné elektrárny. Akvizice pozemků byla dokončena v roce 1971. Jednalo se o 126 hektarů rozlohy.

### Zrušení projektu
V roce 1974 byla však smlouva o koupi pozemků dočasně zrušena a změněna na smlouvu o tzv. kvazi-peněžní půjčce.
V září 1992 výbor vesnické rady pro otázky protiopatření pro jadernou elektrárnu sestavuje prozatímní zprávu, která rozhodla, že elektrárna vybudována nebude. V září 1997 jsou pozemky navráceny bezplatně původním vlastníkům.
Detailní technické informace o jaderné elektrárně nejsou známy.

## Informace o reaktorech
| Reaktor    | Typ reaktoru | Výkon | Výkon | Zahájení výstavby                      | Připojení k síti                       | Uvedení do provozu                     | Uzavření |
| Reaktor    | Typ reaktoru | Čistý | Hrubý | Zahájení výstavby                      | Připojení k síti                       | Uvedení do provozu                     | Uzavření |
| ---------- | ------------ | ----- | ----- | -------------------------------------- | -------------------------------------- | -------------------------------------- | -------- |
| Hamamasu-1 |              |       |       | plánovaná výstavba zrušena v září 1992 | plánovaná výstavba zrušena v září 1992 | plánovaná výstavba zrušena v září 1992 |          |